# M39機炮

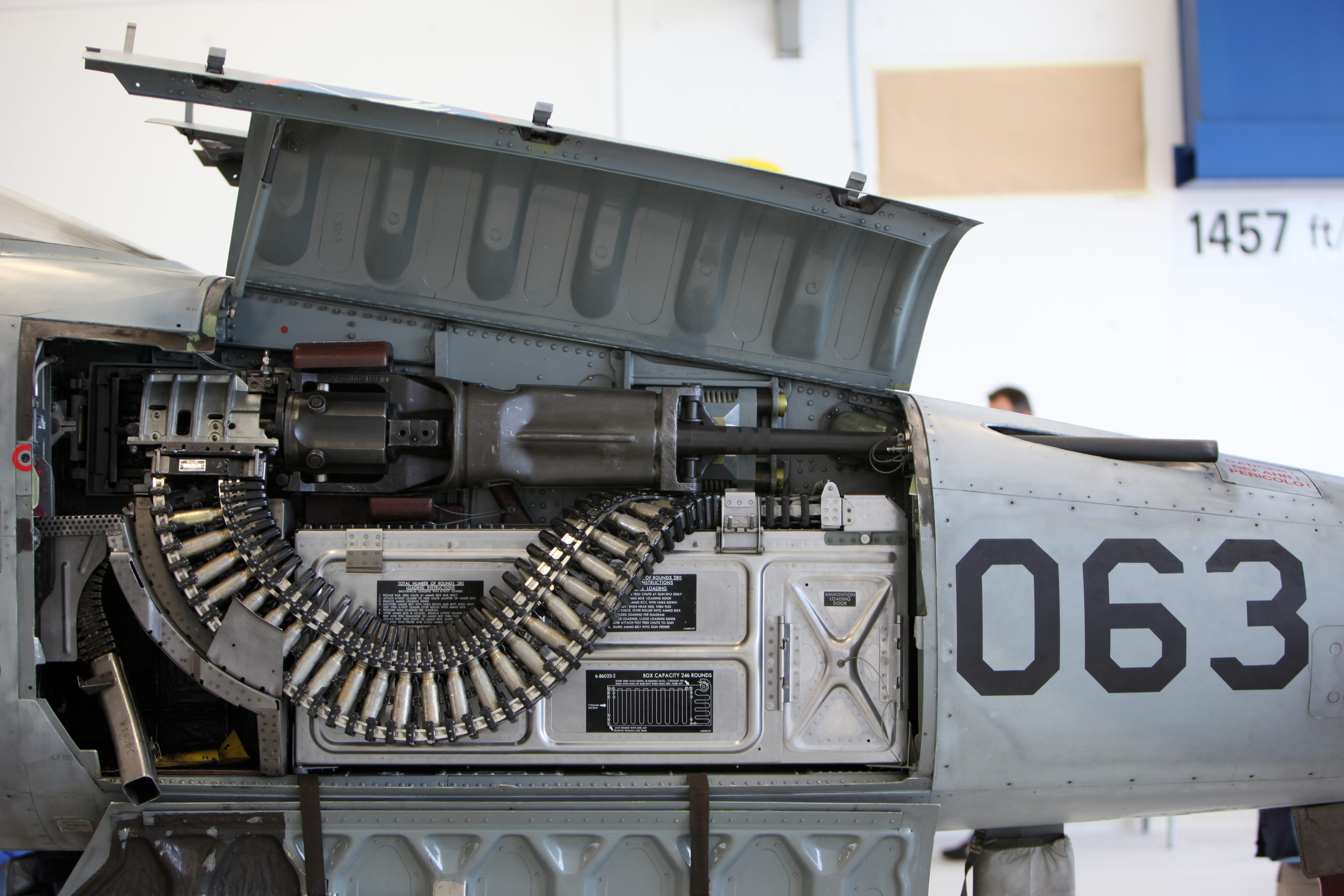
M39機砲與其20毫米彈藥的輸彈槽。

M39機炮是一款由美國春田兵工廠（Springfield Armory）開發、並授權包括龐蒂克（Pontiac）、福特（Ford）在內的多家廠商製造生產的一款空用轉膛機炮，於1950年代開始使用於多種戰鬥機上。

## 設計型態
M39機炮採用的是單管轉輪（revolver）設計，槍膛的結構類似放大的左輪手槍，射擊的時候轉輪透過火藥或者是機械的力量轉動，將上膛、擊發與退膛的動作在轉動中完成，以提高機炮的射速。
這種設計的機炮在外觀上與傳統的單管機炮一樣，但是理論循環射速與實際持續射速都比較高，然而僅有一根炮管的狀況下，過熱與磨損速率也比較快，同時機炮產生的後座力較大，需要額外的結構去吸收這些影響。M39的最終量產版本槍管壽命大約是4,000發。

## 歷史
M39機炮的發展歷史可以回溯到二次世界大戰期間。由於機槍和機炮在持續射擊的過程中，槍機需要重複進行進彈，擊發與退彈等動作，而進彈與退彈的時間長短，會影響到機槍與機炮的射速。想要提升機槍或是機炮的射速，就需要針對縮短子彈進出耗費的時間。在諸多槍械工程師的構思裡，德國毛瑟公司的工程師Anton Politzer提出了利用轉輪來協助縮短進彈與退彈所佔據的時間。這一項設計的基本概念是轉輪當中有多個彈室容納子彈，當含有子彈的彈室轉動到與槍管同一位置時，就會進行擊發的動作，當子彈擊發之後，轉輪就會繼續轉動，將裝有下一顆子彈的彈室旋轉到同一個位置，而不經過進彈與退彈的過程。至於子彈進入和退出槍室的過程，則是當彈室轉動到其他角度下進行，不會干擾到射擊的進行。
這種設計類似一個大型左輪手槍，轉輪在射擊開始之後，就會高速轉動，在不同的角度的彈室分別裝填子彈，射擊和退出彈殼，有效射速得以明顯提升。毛瑟公司根據這個設計概念推出兩種空用機炮：20毫米口徑MG 213以及30毫米口徑MK 213/30，在大戰結束前這兩款機砲都沒有進入量產階段。大戰結束後，Anton Politzer和其他毛瑟公司的工程師分別加入歐美國家的槍械公司，同時將這個設計概念傳播出去，促成二戰之後兩款有名的機炮都始採用相同的設計原理，這兩款機炮分別是英國的亞丁機炮（Aden），與法國的德發機炮。由二戰累積下來的經驗，以及需要使用機炮摧毀轟炸機，這兩款歐洲設計的轉輪機砲都使用30毫米口徑的彈藥。
美國在二戰之後也接受了轉輪機炮的設計，不過1950年時，Charles Clarke也曾經提出類似的設計專利，然而完全沒有受到任何注意。美國採用的是口徑20公厘、長102公厘的機砲彈，這是根據二戰時期T17反戰車炮的彈藥改變而來，相較於歐陸經驗，美軍對於機砲的運用思維則相信以射速及初速才能獲取火力優勢。第一種實用化的產品是龐蒂克公司推出的T-160機炮（稍後賦予M39的正式編號），射速為每分鐘1,700發，相較於德國在二次世界大戰時期廣泛採用的MG 151/20機炮的每分鐘700發的射速，提高兩倍有餘。
少量安裝T-160機炮的F-86F-2戰鬥機於1953年被佈署到韓國，利用韓戰進行測試與驗證。測試的結果相當令人滿意，採用20機砲的F-86獲得擊落6架、擊傷12架的成績，不過高速射擊下的震動和後座力對於機身造成很大的影響，透過持續的修改方才成為滿意的產品，T-160最後制式化名稱即是M39機炮。不過因為空戰速度持續上升，沒多久美國空軍仍以M61火神式機砲作為空優戰機主力火器，M39系列因為其結構相對簡單則在F-5家族上持續使用。中華民國則將M39A3改良成地面火力支援裝備，是為T-75 20毫米機砲。

## 使用機種
M39機炮曾經被以下軍用飛機使用過：
- F-86H戰鬥機
- F-100戰鬥機
- F-101戰鬥機
- F-5戰鬥機
- B-57B轟炸機

## 外部連結
- Pontiac M39 20mm cannon (USAF source)